# Concizumab
Il concizumab, venduto con il nome commerciale di Alhemo, è un anticorpo monoclonale usato per il trattamento dell'emofilia A e dell'emofilia B. Somministrabile mediante iniezione sottocutanea, si lega all'inibitore del fattore Xa, fungndo da antagonista degli inibitori del fattore tissutale, molecola coinvolta nella coagulazione del sangue.
L'uso del concizumab è stato approvato nel marzo 2023 in Canada, nel luglio 2023 in Australia, nel dicembre 2024 sia nell'Unione europea che negli Stati Uniti.

## Usi
Il concizumab è indicato per la prevenzione o la riduzione della frequenza degli episodi di sanguinamento in persone di età pari o superiore a 12 anni affette da emofilia A, malattia dovuta a un deficit congenito del fattore VIII della coagulazione, nei casi dovuti a un'anomala inibizione del fattore in questione; è altresì indicato nei pazienti affetti da emofilia B, consistente in una carenza congenita del fattore IX della coagulazione, nei casi dovuti a un'anomala inibizione di questo fattore.

## Effetti collaterali
Le reazioni avverse più comuni sono infiammazione nel sito di iniezione del farmaco e rash cutaneo di tipo orticarioide.